# Thelotrema spondaicum
Thelotrema spondaicum är en lavart som beskrevs av Nyl. 1863. Thelotrema spondaicum ingår i släktet Thelotrema och familjen Thelotremataceae.   Inga underarter finns listade i Catalogue of Life.